# Национална школа за цивилну авијацију
Национална школа за цивилну авијацију (фр. École nationale de l'aviation civile) је француски универзитет основан 1949. са седиштем у Тулузу. Овај универзитет је део France AEROTECH. 
Од 1. јануара 2011, то је највећа европска авио-школа
Мото универзитета је: La référence aéronautique, што значи Референтни авион.